# Jagdwaffe
Jagdwaffe (em português: Força de Caça) foi a força de aviões de caça da Luftwaffe durante a Segunda Guerra Mundial.

## Aeronaves
As principais aeronaves usadas pela Jagdwaffe eram o Messerschmitt Bf 109, o Bf 110, o Me 163, Focke-Wulf Fw 190 e o primeiro caça a jato operacional da história, o Messerschmitt Me 262.